# Українська Музична Газета
«Українська Музична Газета» — місячник, орган Всеукраїнського Музичного Товариства ім. Леонтовича у 1926 році, з 1993 — всеукраїнське спеціалізоване ілюстроване друковане видання, що виходить раз на квартал. Засновником видання є Національна всеукраїнська музична спілка.

## Історія
«Українська музична газета» (УМГ) заснована у 1926 р. на заміну журналу «Музика», що видавався з 1923 року. Видання підтримало неперервність української фахової музичної періодики 20-х років ХХ ст. Фактично ця газета була продовженням журналу «Музика». У названих двох виданнях спільним було завдання, видавець (Музичне Товариство ім. Леонтовича) та авторський колектив (Микола Грінченко, Ю. Малютин, М. Вериківський та ін.). З 1927 року замість УМГ знову почали видавати журнал «Музика».
Після незалежності України газету відроджено. Її продовжила видавати Національна всеукраїнська музична спілка.

## Головні редактори
- 1926 — Микола Грінченко
- 1993—2014 — Володимир Корнійчук
- 2015 — Олеся Найдюк
- З 2016 — Ольга Голинська